# Viuz-la-Chiésaz
Viuz-la-Chiésaz é uma comuna francesa na região administrativa de Auvérnia-Ródano-Alpes, no departamento da Alta Saboia. Estende-se por uma área de 13.91 km². Em 2010 a comuna tinha 1 348 habitantes (densidade: 96,9 hab./km²).